# Dysphaea gloriosa
Dysphaea gloriosa là loài chuồn chuồn trong họ Euphaeidae (Epallagidae). Loài này được Fraser mô tả khoa học đầu tiên năm 1938.